# Landry Fields
Landry Fields (* 27. Juni 1988 in Long Beach, Kalifornien) ist ein US-amerikanischer Basketballspieler, der zuletzt für die Toronto Raptors in der NBA spielte.

## Karriere
Fields besuchte die Los Alamitos High School in Los Alamitos, Kalifornien. In seiner ersten und letzten Saison an der High School war er Kapitän des Basketballteams. Obwohl um ihn sowohl von der Gonzaga-Universität, als auch von Lute Olson, dem berühmten Coach der University of Arizona geworben wurde, entschied sich Fields für die Stanford Cardinal, wo er zusammen mit den Brüdern Robin und Brook Lopez, die heute beide ebenfalls in der NBA spielen, eine der besten Klassen der Nation bildete.
Fields, der vor allem auf der Position des Shooting Guards eingesetzt wird, kam in seiner ersten Saison auf 14 Minuten Einsatzzeit pro Partie. Über die Jahre verbesserte er sich allerdings immer mehr, sodass er in seiner Abschlusssaison auf 22 Punkte pro Spiel kam und damit die Pacific-10 Conference sowohl in Punkten als auch in Rebounds anführte.
Nach seiner letzten Saison auf dem College meldete er sich 2010 zum Draft an, wo er in der zweiten Runde an 39. Stelle von den New York Knicks ausgewählt wurde. Durch seine überzeugenden Leistungen in der NBA Summer League gelang es ihm sogar, sich einen Platz in der Starting Five der Knicks zu erkämpfen. Bei der Partie gegen die Denver Nuggets am 16. November 2010 gelangen ihm zudem bei den Punkten (21) und den Rebounds (17) Karrierebestwerte.
Für diese Leistungen wurde er sowohl im November, als auch im Dezember 2010 mit dem Titel des „Rookie of the Month“ in der Eastern Conference ausgezeichnet. Am Ende der Saison 2010/11 wurde Fields in das NBA All-Rookie First Team berufen.
Da sich die Knicks zu Beginn der Saison 2011/12 mit Tyson Chandler verstärkt hatten und dieser weiterhin mit der Rückennummer 6 auflaufen wollte, trägt Fields von nun an die Nummer 2.
Nachdem sein Vertrag im Sommer 2012 ausgelaufen war, verzichteten die New York Knicks darauf ihm einen neuen Vertrag zu geben und Fields wechselte zu den Toronto Raptors. Die Knicks hatten zuvor die Guards Jason Kidd und Raymond Felton verpflichtet und damit die Lücke von Fields bereits geschlossen. Fields erhielt in Toronto einen Vertrag über 3 Jahre und 20 Millionen US-Dollar. Aufgrund vieler Verletzungen kam Fields in Toronto nur sporadisch zum Einsatz. Nachdem sein Vertrag im Sommer 2015 ausgelaufen war, wurde er von Toronto entlassen.

## Statistiken

### Regular Season
| Saison   | Team     | GP  | GS  | MPG  | FG % | 3P % | FT % | RPG | APG | SPG | BPG | PPG |
| -------- | -------- | --- | --- | ---- | ---- | ---- | ---- | --- | --- | --- | --- | --- |
| 2010/11  | New York | 82  | 81  | 31,0 | 49,7 | 39,3 | 76,9 | 6,4 | 1,9 | 1,0 | 0,2 | 9,7 |
| 2011/12  | New York | 66  | 62  | 28,7 | 46,0 | 25,6 | 56,2 | 4,2 | 2,6 | 1,2 | 0,3 | 8,8 |
| 2012/13  | Toronto  | 51  | 22  | 20,3 | 45,7 | 14,3 | 64,2 | 4,1 | 1,2 | 0,6 | 0,2 | 4,7 |
| Karriere |          | 199 | 165 | 27,5 | 47,6 | 33,6 | 66,5 | 5,1 | 1,9 | 1,0 | 0,2 | 8,1 |

### Playoffs
| Saison   | Team     | GP | GS | MPG  | FG % | 3P % | FT % | RPG | APG | SPG | BPG | PPG |
| -------- | -------- | -- | -- | ---- | ---- | ---- | ---- | --- | --- | --- | --- | --- |
| 2010/11  | New York | 4  | 4  | 17,8 | 20,0 | 0,0  | 16,7 | 1,3 | 1,3 | 0,5 | 0,8 | 1,8 |
| 2011/12  | New York | 5  | 4  | 23,0 | 48,4 | 20,0 | 71,4 | 3,0 | 1,4 | 0,6 | 0   | 7,2 |
| Karriere |          | 9  | 8  | 20,6 | 39,1 | 11,1 | 46,2 | 2,2 | 1,3 | 0,6 | 0,3 | 4,8 |